# Australoloxoconcha parafavornamentata
Australoloxoconcha parafavornamentata is een mosselkreeftjessoort uit de familie van de Loxoconchidae. De wetenschappelijke naam van de soort is voor het eerst geldig gepubliceerd in 1974 door Hartmann.